# 光山椒螺
光山椒螺（学名：Assiminea nitida）为山椒蝸牛科山椒螺屬下的一个种。